# Gemampir
Gemampir is een bestuurslaag in het regentschap Klaten van de provincie Midden-Java, Indonesië. Gemampir telt 1941 inwoners (volkstelling 2010).